# 隐翼木
隐翼木（学名：Crypteronia paniculata）为隐翼科隐翼属下的一个种。